# Clasificación para la Copa Africana de Naciones de 2004
La Clasificación para la Copa Africana de Naciones 2004 fue la fase previa que disputaron 52 selecciones afiliadas a la Confederación Africana de Fútbol para definir a los 16 clasificados a la fase final del torneo a disputarse en Túnez.

## Resultados

### Grupo 1
| País    | G                  | E                  | P                  | GF                 | GC                 | Pts                |
| ------- | ------------------ | ------------------ | ------------------ | ------------------ | ------------------ | ------------------ |
| Nigeria | 2                  | 2                  | 0                  | 7                  | 3                  | 8                  |
| Angola  | 1                  | 2                  | 1                  | 7                  | 4                  | 5                  |
| Malaui  | 1                  | 0                  | 3                  | 3                  | 10                 | 3                  |
| Yibuti  | Abandonó el torneo | Abandonó el torneo | Abandonó el torneo | Abandonó el torneo | Abandonó el torneo | Abandonó el torneo |

| 8 de septiembre de 2002 | Angola | 0–0 | Nigeria | Estádio da Cidadela, Luanda, Angola                          |  |
|                         |        |     |         | Asistencia: 10,000 espectadores Árbitro(s): Petros Mathabela |  |

| 12 de octubre de 2002 | Malaui         | 1–0 | Angola | Civo Stadium, Lilongüe, Malaui                                |                                                               |
|                       | Mwafulirwa 85' |     |        | Asistencia: 40,000 espectadores Árbitro(s): Felix Tangawarima | Asistencia: 40,000 espectadores Árbitro(s): Felix Tangawarima |

| 29 de marzo de 2003 | Malaui | 0–1 | Nigeria   | Chichiri Stadium, Blantyre, Malaui                      |                                                         |
|                     |        |     | Utaka 10' | Asistencia: 60,000 espectadores Árbitro(s): Aaron Nkole | Asistencia: 60,000 espectadores Árbitro(s): Aaron Nkole |

| 7 de junio de 2003 | Nigeria                             | 4–1 | Malaui      | National Stadium, Abuya, Nigeria |                         |
|                    | Aiyegbeni 10' 16' · N. Kanu 22' 35' |     | Kanyenda 8' | Árbitro(s): Falla Ndoye          | Árbitro(s): Falla Ndoye |

| 21 de junio de 2003 | Nigeria                         | 2–2 | Angola                   | Samuel Ogbemudia Stadium, Benin City, Nigeria |  |
|                     | Uche 57' · Odemwingie 62' (pen) |     | Figueiredo 9' · Akwá 55' |                                               |  |

| 6 de julio de 2003 | Angola                                                              | 5–1 | Malaui       | Estádio da Cidadela, Luanda, Angola |                                 |
|                    | Msowoya 2' · Akwá 3' · Flávio Amado 33' · Stopirra 76' · Chinho 89' |     | Mgangira 78' | Asistencia: 10,000 espectadores     | Asistencia: 10,000 espectadores |

### Grupo 2
| País    | G | E | P | GF | GC | Pts |
| ------- | - | - | - | -- | -- | --- |
| Guinea  | 4 | 0 | 2 | 10 | 3  | 12  |
| Níger   | 3 | 0 | 3 | 5  | 6  | 9   |
| Etiopía | 3 | 0 | 3 | 5  | 7  | 9   |
| Liberia | 2 | 0 | 4 | 3  | 7  | 6   |

| 7 de septiembre de 2002 | Níger                       | 3–1 | Etiopía      | Stade Général Seyni Kountché, Niamey, Níger              |                                                          |
|                         | Tankary 55' 61' · Garba 80' |     | Ashenafi 16' | Asistencia: 35,000 espectadores Árbitro(s): Lassina Paré | Asistencia: 35,000 espectadores Árbitro(s): Lassina Paré |

| 8 de septiembre de 2002 | Guinea                                 | 3–0 | Liberia | Stade du 28 Septembre, Conakri, Guinea                  |                                                         |
|                         | T. Camara 1' · Mansaré 54' · Conté 69' |     |         | Asistencia: 35,000 espectadores Árbitro(s): Samba Diouf | Asistencia: 35,000 espectadores Árbitro(s): Samba Diouf |

| 12 de octubre de 2002 | Liberia  | 1–0 | Níger | Samuel Kanyon Doe Stadium, Monrovia, Liberia |                                 |
|                       | Daye 80' |     |       | Asistencia: 40,000 espectadores              | Asistencia: 40,000 espectadores |

| 13 de octubre de 2002 | Etiopía   | 1–0 | Guinea | Addis Ababa Stadium, Addis Ababa, |                        |
|                       | Abege 63' |     |        | Árbitro(s): Maxim Itur            | Árbitro(s): Maxim Itur |

| 30 de marzo de 2003 | Etiopía    | 1–0 | Liberia | Addis Ababa Stadium, Addis Ababa, Etiopía                      |                                                                |
|                     | Feleke 80' |     |         | Asistencia: 40,000 espectadores Árbitro(s): Ali Mohamed Hassan | Asistencia: 40,000 espectadores Árbitro(s): Ali Mohamed Hassan |

| 30 de marzo de 2003 | Guinea                            | 2–0 | Níger | Stade du 28 Septembre, Conakri, Guinea                     |                                                            |
|                     | Mansaré 40' (pen.) · A. Sylla 90' |     |       | Asistencia: 25,000 espectadores Árbitro(s): Montero Duarte | Asistencia: 25,000 espectadores Árbitro(s): Montero Duarte |

| 7 de junio de 2003 | Níger       | 1–0 | Guinea | Stade Général Seyni Kountché, Niamey, Níger                   |                                                               |
|                    | Tankari 69' |     |        | Asistencia: 50,000 espectadores Árbitro(s): Joseph Wellington | Asistencia: 50,000 espectadores Árbitro(s): Joseph Wellington |

| 8 de junio de 2003 | Liberia    | 1–0 | Etiopía | Antoinette Tubman Stadium, Monrovia, Liberia                   |                                                                |
|                    | Mennoh 57' |     |         | Asistencia: 14,000 espectadores Árbitro(s): Aguidissou Crespin | Asistencia: 14,000 espectadores Árbitro(s): Aguidissou Crespin |

| 21 de junio de 2003 | Liberia  | 1–2 | Guinea        | Accra Sports Stadium, Acra, Ghana |                        |
|                     | Daye 20' |     | Youla 11' 50' | Árbitro(s): Modou Sowe            | Árbitro(s): Modou Sowe |

| 22 de junio de 2003 | Etiopía                      | 2–0 | Níger | Addis Ababa Stadium, Addis Ababa, Etiopía |                                 |
|                     | Azad 15' (a.g.) · Kidanu 51' |     |       | Asistencia: 25,000 espectadores           | Asistencia: 25,000 espectadores |

| 5 de julio de 2003 | Níger               | 1–0 | Liberia | Stade Général Seyni Kountché, Niamey, Níger |  |
|                    | Alhassan 90' (pen.) |     |         |                                             |  |

| 6 de julio de 2003 | Guinea                        | 3–0 | Etiopía | Stade du 28 Septembre, Conakri, Guinea |  |
|                    | Youla 32' 72' · Feindouno 55' |     |         |                                        |  |

### Grupo 3
| País     | G | E | P | GF | GC | Pts |
| -------- | - | - | - | -- | -- | --- |
| Benín    | 4 | 1 | 1 | 12 | 4  | 13  |
| Zambia   | 3 | 2 | 1 | 6  | 5  | 11  |
| Sudán    | 3 | 1 | 2 | 9  | 6  | 10  |
| Tanzania | 0 | 0 | 6 | 1  | 13 | 0   |

| 8 de septiembre de 2002 | Benín                                                  | 4–0 | Tanzania | Stade René Pleven d'Akpakpa, Cotonú, Benín                      |                                                                 |
|                         | Adjamossi 9' 38' · Tchomogo 75' (pen.) · Latoundji 85' |     |          | Asistencia: 10,000 espectadores Árbitro(s): Chukwujekwu Chukudi | Asistencia: 10,000 espectadores Árbitro(s): Chukwujekwu Chukudi |

| 8 de septiembre de 2002 | Sudán | 0–1 | Zambia     | Al-Merrikh Stadium, Omdurmán, Sudán |                             |
|                         |       |     | Nsofwa 89' | Árbitro(s): Teshome Berhane         | Árbitro(s): Teshome Berhane |

| 12 de octubre de 2002 | Tanzania  | 1–2 | Sudán                              | CCM Kirumba Stadium, Mwanza, Tanzania                           |                                                                 |
|                       | Rajab 17' |     | Lado 27' (pen.) · Khalid Mussa 55' | Asistencia: 20,000 espectadores Árbitro(s): Hailemalack Tessema | Asistencia: 20,000 espectadores Árbitro(s): Hailemalack Tessema |

| 12 de octubre de 2002 | Zambia      | 1–1 | Benín         | Independence Stadium, Lusaka, Zambia                         |                                                              |
|                       | Kilambe 75' |     | Oladipupo 45' | Asistencia: 30,000 espectadores Árbitro(s): Walter Mochubela | Asistencia: 30,000 espectadores Árbitro(s): Walter Mochubela |

| 29 de marzo de 2003 | Tanzania | 0–1 | Zambia    | National Stadium, Dar es Salaam, Tanzania                      |                                                                |
|                     |          |     | Lungu 25' | Asistencia: 23,000 espectadores Árbitro(s): Tessema Haislemelk | Asistencia: 23,000 espectadores Árbitro(s): Tessema Haislemelk |

| 29 de marzo de 2003 | Sudán                       | 3–0 | Benín | Al-Hilal Stadium, Omdurmán, Sudán                                    |                                                                      |
|                     | Tambal 35' 70' · Kabair 68' |     |       | Asistencia: 20,000 espectadores Árbitro(s): Buenkadil Bisingu Wabelo | Asistencia: 20,000 espectadores Árbitro(s): Buenkadil Bisingu Wabelo |

| 7 de junio de 2003 | Zambia          | 2–0 | Tanzania | Independence Stadium, Lusaka, Zambia                          |                                                               |
|                    | Milanzi 44' 81' |     |          | Asistencia: 30,000 espectadores Árbitro(s): Youngson Chilinda | Asistencia: 30,000 espectadores Árbitro(s): Youngson Chilinda |

| 8 de junio de 2003 | Benín                                  | 3–0 | Sudán | Stade de l'Amitié, Cotonú, Benín   |                                    |
|                    | Tchomogo 55' (pen.) 72' · Ogunbiyi 90' |     |       | Árbitro(s): Koman Coulibaly (Mali) | Árbitro(s): Koman Coulibaly (Mali) |

| 21 de junio de 2003 | Zambia     | 1–1 | Sudán     | Independence Stadium, Lusaka, Zambia |                           |
|                     | Chalwe 72' |     | Dalag 23' | Árbitro(s): Hillary Maxim            | Árbitro(s): Hillary Maxim |

| 22 de junio de 2003 | Tanzania | 0–1 | Benín       | National Stadium, Dar es Salaam, Tanzania |                                 |
|                     |          |     | Kabirou 66' | Asistencia: 20,000 espectadores           | Asistencia: 20,000 espectadores |

| 6 de junio de 2003 | Benín                           | 3–0 | Zambia | Stade de l'Amitié, Cotonú, Benín                            |                                                             |
|                    | Tchomogo 9' 26' · Latoundji 75' |     |        | Asistencia: 40,000 espectadores Árbitro(s): Monteiro Duarté | Asistencia: 40,000 espectadores Árbitro(s): Monteiro Duarté |

| 6 de julio de 2003                                                                                           | Sudán | 3–0 Acreditado | Tanzania | Al-Hilal Stadium, Omdurmán, Sudán |  |
| |       |                |          | Árbitro(s): Petros Mathabela      |  |
| Tanzania no realizó el viaje a Sudán por razones financieras, por lo que se le acreditó la victoria a Sudán. |       |                |          |                                   |  |

### Grupo 4
| País                     | G | E | P | GF | GC | Pts |
| ------------------------ | - | - | - | -- | -- | --- |
| Burkina Faso             | 4 | 1 | 1 | 12 | 2  | 13  |
| Congo                    | 2 | 3 | 1 | 5  | 4  | 9   |
| Mozambique               | 2 | 2 | 2 | 3  | 8  | 8   |
| República Centroafricana | 0 | 2 | 4 | 3  | 9  | 2   |

| 8 de septiembre de 2002 | Congo | 0–0 | Burkina Faso | Stade Alphonse Massemba-Débat, Brazzaville, Congo       |  |
|                         |       |     |              | Asistencia: 60,000 espectadores Árbitro(s): Maxime Itur |  |

| 9 de septiembre de 2002 | República Centroafricana | 1–1 | Mozambique | Barthélemy Boganda Stadium, Bangui, República Centroafricana |                          |
|                         | Tamboulas 72'            |     | Fumo 60'   | Árbitro(s): Felipe Ndong                                     | Árbitro(s): Felipe Ndong |

| 13 de octubre de 2002 | Burkina Faso                 | 2–1 | República Centroafricana | Stade du 4 Août, Uagadugú, Burkina Faso                    |                                                            |
|                       | A. Touré 60' · Minoungou 75' |     | Oueifio 38'              | Asistencia: 25,000 espectadores Árbitro(s): Zakaria Camara | Asistencia: 25,000 espectadores Árbitro(s): Zakaria Camara |

| 13 de octubre de 2002 | Mozambique | 0–3 | Congo                                           | Estádio do Maxaquene, Maputo, Mozambique |                           |
|                       |            |     | Tsoumou-Madza 49' · Guié-Mien 70' · Bakouma 73' | Árbitro(s): Verson Lwanja                | Árbitro(s): Verson Lwanja |

| 30 de marzo de 2003 | Mozambique | 1–0 | Burkina Faso | Estádio da Machava, Maputo, Mozambique |                           |
|                     | Dário 89'  |     |              | Árbitro(s): Nunko Rajanad              | Árbitro(s): Nunko Rajanad |

| 4 de mayo de 2003 | Congo                   | 2–1 | República Centroafricana | Stade Alphonse Massemba-Débat, Brazzaville, Congo |  |
|                   | Embingou 6' · Ewolo 52' |     | Makita 84'               |                                                   |  |

| 7 de junio de 2003 | Burkina Faso                                | 4–0 | Mozambique | Stade du 4 Août, Uagadugú, Burkina Faso                              |                                                                      |
|                    | Dagano 6' 8' · A. Touré 34' · Minoungou 88' |     |            | Asistencia: 25,000 espectadores Árbitro(s): Mohamed Ould Lemghambodj | Asistencia: 25,000 espectadores Árbitro(s): Mohamed Ould Lemghambodj |

| 8 de junio de 2003 | República Centroafricana | 0–0 | Congo | Barthélemy Boganda Stadium, Bangui, República Centroafricana |  |
|                    |                          |     |       | Árbitro(s): Hissene Ladoual                                  |  |

| 21 de junio de 2003 | Burkina Faso                                        | 3–0 | Congo | Stade du 4 Août, Uagadugú, Burkina Faso                     |                                                             |
|                     | A. Touré 54' (pen.) · Ouédraogo 61' · Minoungou 75' |     |       | Asistencia: 36,000 espectadores Árbitro(s): Alex Jules Mana | Asistencia: 36,000 espectadores Árbitro(s): Alex Jules Mana |

| 22 de junio de 2003 | Mozambique         | 1–0 | República Centroafricana | Estádio da Machava, Maputo, Mozambique |                                 |
|                     | Jossias 73' (pen.) |     |                          | Asistencia: 15,000 espectadores        | Asistencia: 15,000 espectadores |

| 6 de julio de 2003 | República Centroafricana | 0–3 | Burkina Faso                   | Barthélemy Boganda Stadium, Bangui, República Centroafricana |  |
|                    |                          |     | Dagano 30' 71' · Minoungou 90' |                                                              |  |

| 6 de julio de 2003 | Congo | 0–0 | Mozambique | Stade Alphonse Massemba-Débat, Brazzaville, Congo |  |
|                    |       |     |            | Árbitro(s): Felipe Ndong                          |  |

### Grupo 5
| País       | G | E | P | GF | GC | Pts |
| ---------- | - | - | - | -- | -- | --- |
| Kenia      | 4 | 1 | 1 | 9  | 2  | 13  |
| Togo       | 3 | 1 | 2 | 9  | 7  | 10  |
| Cabo Verde | 3 | 0 | 3 | 9  | 8  | 9   |
| Mauritania | 0 | 2 | 4 | 0  | 10 | 2   |

| 6 de septiembre de 2002 | Mauritania | 0–2 | Cabo Verde          | Stade Olympique, Nuakchot, Mauritania |                          |
|                         |            |     | Lito 45' · Toni 60' | Árbitro(s): Salih Malick              | Árbitro(s): Salih Malick |

| 7 de septiembre de 2002 | Kenia                                | 3–0 | Togo | Moi International Sports Centre, Nairobi, Kenia               |                                                               |
|                         | Baraza 62' · Otieno 68' · Oliech 90' |     |      | Asistencia: 20,000 espectadores Árbitro(s): Issack Abdulkader | Asistencia: 20,000 espectadores Árbitro(s): Issack Abdulkader |

| 12 de octubre de 2002 | Cabo Verde | 0–1 | Kenia      | Estádio Nacional de Cabo Verde, Praia, Cabo Verde |                              |
|                       |            |     | Baraza 58' | Árbitro(s): Aboubacar Sharaf                      | Árbitro(s): Aboubacar Sharaf |

| 12 de octubre de 2002 | Togo         | 1–0 | Mauritania | Stade de Kégué, Lomé, Togo |                          |
|                       | Adebayor 23' |     |            | Árbitro(s): Idrissa Kaba   | Árbitro(s): Idrissa Kaba |

| 29 de marzo de 2003 | Kenia                                  | 4–0 | Mauritania | Moi International Sports Centre, Nairobi, Kenia             |                                                             |
|                     | Mambo 15' 70' · Oyuga 43' · Oliech 43' |     |            | Asistencia: 30,000 espectadores Árbitro(s): Teshome Berhane | Asistencia: 30,000 espectadores Árbitro(s): Teshome Berhane |

| 29 de marzo de 2003 | Cabo Verde            | 2-1 | Togo      | Estádio da Várzea, Praia, Cabo Verde |                                    |
|                     | Duarte 68' · Caló 80' |     | Wondu 37' | Árbitro(s): Carlos Santos Nandigna   | Árbitro(s): Carlos Santos Nandigna |

| 6 de junio de 2003 | Mauritania | 0–0 | Kenia | Stade Olympique, Nuakchot, Mauritania |  |
|                    |            |     |       | Árbitro(s): Yakouba Keita             |  |

| 8 de junio de 2003 | Togo                                                  | 5-2 | Cabo Verde         | Stade de Kégué, Lomé, Togo |                          |
|                    | Faria 2' · Touré 23' 32' · Mikimba 72' · Adebayor 78' |     | Lito 6' · Caló 26' | Árbitro(s): Lassina Paré   | Árbitro(s): Lassina Paré |

| 21 de junio de 2003 | Cabo Verde                     | 3–0 Abandonado al 85' | Mauritania | Estádio da Várzea, Praia, Cabo Verde |  |
| | Lito 65' · Caló 76' (pen.) 82' |                       |            |                                      |  |
| El partido fue abandonado al minuto 85 luego de que Mauritania se quedara con seis jugadores luego de sufrir cinco expulsiones. |                                |                       |            |                                      |  |

| 22 de junio de 2003 | Togo                 | 2–0 | Kenia | Stade de Kégué, Lomé, Togo    |                               |
|                     | Faria 23' 57' (pen.) |     |       | Árbitro(s): Louis Rembengouet | Árbitro(s): Louis Rembengouet |

| 5 de julio de 2003 | Mauritania | 0–0 | Togo | Olympic Stadium, Nuakchot, Mauritania                                |  |
|                    |            |     |      | Asistencia: 2,000 espectadores Árbitro(s): Amadou Ibrahima Diaguiray |  |

| 5 de julio de 2003 | Kenia      | 1–0 | Cabo Verde | Kasarani Stadium, Nairobi, Kenia |                                 |
|                    | Oliech 84' |     |            | Asistencia: 35,000 espectadores  | Asistencia: 35,000 espectadores |

### Grupo 6
| País       | G | E | P | GF | GC | Pts |
| ---------- | - | - | - | -- | -- | --- |
| Malí       | 4 | 1 | 1 | 9  | 2  | 13  |
| Zimbabue   | 4 | 1 | 1 | 8  | 3  | 13  |
| Seychelles | 2 | 0 | 4 | 4  | 10 | 6   |
| Eritrea    | 1 | 0 | 5 | 1  | 7  | 3   |

| 8 de septiembre de 2002 | Seychelles | 1–0 | Eritrea | Stade Linité, Victoria, Seychelles                                  |                                                                     |
|                         | Victor 50' |     |         | Asistencia: 3,000 espectadores Árbitro(s): Benjamina Ravelontsalama | Asistencia: 3,000 espectadores Árbitro(s): Benjamina Ravelontsalama |

| 8 de septiembre de 2002 | Zimbabue   | 1–0 | Malí | National Sports Stadium, Harare, Zimbabue                    |                                                              |
|                         | Muhoni 30' |     |      | Asistencia: 50,000 espectadores Árbitro(s): Walter Mochubela | Asistencia: 50,000 espectadores Árbitro(s): Walter Mochubela |

| 12 de octubre de 2002 | Eritrea | 0–1 | Zimbabue      | Cicero Stadium, Asmara, Eritrea                          |                                                          |
|                       |         |     | P. Ndlovu 10' | Asistencia: 10,000 espectadores Árbitro(s): Omer Rirache | Asistencia: 10,000 espectadores Árbitro(s): Omer Rirache |

| 13 de octubre de 2002 | Malí                                         | 3–0 | Seychelles | Stade du 26 Mars, Bamako, Malí                          |                                                         |
|                       | S. Keita 30' · Sidibé 75' · D. Coulibaly 85' |     |            | Asistencia: 50,000 espectadores Árbitro(s): Denis Sorie | Asistencia: 50,000 espectadores Árbitro(s): Denis Sorie |

| 30 de marzo de 2003 | Eritrea | 0–2 | Malí                         | Cicero Stadium, Asmara, Eritrea |                             |
|                     |         |     | Thiam 54' · D. Coulibaly 89' | Árbitro(s): Abdulkadir Omar     | Árbitro(s): Abdulkadir Omar |

| 30 de marzo de 2003 | Zimbabue                                        | 3–1 | Seychelles        | National Sports Stadium, Harare, Zimbabue                            |                                                                      |
|                     | P. Ndlovu 19' (pen.) 94' (pen.) · A. Ndlovu 90' |     | Philip Zialor 91' | Asistencia: 60,000 espectadores Árbitro(s): Bernardo Colembi Eugênio | Asistencia: 60,000 espectadores Árbitro(s): Bernardo Colembi Eugênio |

| 7 de junio de 2003 | Seychelles                    | 2–1 | Zimbabue      | Stade Linité, Victoria, Seychelles                              |                                                                 |
|                    | Baldé 75' (pen.) · Zialor 81' |     | A. Ndlovu 86' | Asistencia: 12,000 espectadores Árbitro(s): Langwenya Mangaliso | Asistencia: 12,000 espectadores Árbitro(s): Langwenya Mangaliso |

| 7 de junio de 2003 | Malí             | 1–0 | Eritrea | Stade du 26 Mars, Bamako, Malí |                              |
|                    | S. Coulibaly 20' |     |         | Árbitro(s): Aboubacar Charaf   | Árbitro(s): Aboubacar Charaf |

| 21 de junio de 2003 | Eritrea       | 1–0 | Seychelles | Cicero Stadium, Asmara, Eritrea |  |
|                     | Fessehaye 62' |     |            |                                 |  |

| 22 de junio de 2003 | Malí | 0–0 | Zimbabue | Stade du 26 Mars, Bamako, Malí |  |
|                     |      |     |          | Árbitro(s): Omer Rirache       |  |

| 5 de julio de 2003 | Seychelles | 0–2 | Malí                         | Stade Linité, Victoria, Seychelles                       |                                                          |
|                    |            |     | S. Traoré 60' · B. Touré 85' | Asistencia: 5,000 espectadores Árbitro(s): Lim Kee Chong | Asistencia: 5,000 espectadores Árbitro(s): Lim Kee Chong |

| 5 de julio de 2003 | Zimbabue                 | 2–0 | Eritrea | National Sports Stadium, Harare, Zimbabue |  |
|                    | P. Ndlovu 11' 17' (pen.) |     |         |                                           |  |

### Grupo 7
| País              | G | E | P | GF | GC | Pts |
| ----------------- | - | - | - | -- | -- | --- |
| Marruecos         | 5 | 1 | 0 | 10 | 0  | 16  |
| Sierra Leona      | 3 | 1 | 2 | 7  | 4  | 10  |
| Gabón             | 2 | 0 | 4 | 7  | 7  | 6   |
| Guinea Ecuatorial | 1 | 0 | 5 | 3  | 16 | 3   |

| 7 de septiembre de 2002 | Gabón | 0–1 | Marruecos  | Stade Omar Bongo, Libreville, Gabón                              |                                                                  |
|                         |       |     | Chippo 16' | Asistencia: 30,000 espectadores Árbitro(s): Raphaël Evehe Divine | Asistencia: 30,000 espectadores Árbitro(s): Raphaël Evehe Divine |

| 8 de septiembre de 2002 | Guinea Ecuatorial | 1–3 | Sierra Leona                       | Estadio de Malabo, Malabo, Guinea Ecuatorial |                          |
|                         | Mavidi 82'        |     | Bah 38' · Sesay 46' · Mansaray 68' | Árbitro(s): Tavares Neto                     | Árbitro(s): Tavares Neto |

| 12 de octubre de 2002 | Sierra Leona        | 2–0 | Gabón | National Stadium, Freetown, Sierra Leona |                                 |
|                       | Kpaka 45' · Bah 46' |     |       | Árbitro(s): Kouévi Ekoué-Toulan          | Árbitro(s): Kouévi Ekoué-Toulan |

| 13 de octubre de 2002 | Marruecos                                                     | 5–0 | Guinea Ecuatorial | Moulay Abdellah Stadium, Rabat, Marruecos                   |                                                             |
|                       | Ramzi 8' · Bidoudane 24' · Safri 27' · Rokki 45' · Kacemi 70' |     |                   | Asistencia: 25,000 espectadores Árbitro(s): Mohsen Boukhtir | Asistencia: 25,000 espectadores Árbitro(s): Mohsen Boukhtir |

| 29 de marzo de 2003 | Sierra Leona | 0–0 | Marruecos | National Stadium, Freetown, Sierra Leona |  |
|                     |              |     |           | Árbitro(s): Idrissa Kabu                 |  |

| 29 de marzo de 2003 | Gabón                                             | 4–0 | Guinea Ecuatorial | Stade Omar Bongo, Libreville, Gabón |                                   |
|                     | Mouloungui 8' · Larry 40' 49' · Bito'o 65' (pen.) |     |                   | Árbitro(s): Lourenço Tavares Neto   | Árbitro(s): Lourenço Tavares Neto |

| 8 de junio de 2003 | Marruecos  | 1–0 | Sierra Leona | Stade Mohammed V, Casablanca, Marruecos |                                        |
|                    | Chippo 25' |     |              | Árbitro(s): Abdul El-Fatah Esam Eldeen  | Árbitro(s): Abdul El-Fatah Esam Eldeen |

| 8 de junio de 2003 | Guinea Ecuatorial     | 2–1 | Gabón           | Stade de la Liberté, Bata, Guinea Ecuatorial |                                |
|                    | Mba 22' · Malango 50' |     | Djissikadié 43' | Árbitro(s): Buenkadils Bisingu               | Árbitro(s): Buenkadils Bisingu |

| 20 de junio de 2003 | Marruecos                   | 2–0 | Gabón | Moulay Abdellah Stadium, Rabat, Marruecos                                  |                                                                            |
|                     | El Yaagoubi 22' · Zairi 75' |     |       | Asistencia: 15,000 espectadores Árbitro(s): Mohamed Abdelhakim Al-Shelmani | Asistencia: 15,000 espectadores Árbitro(s): Mohamed Abdelhakim Al-Shelmani |

| 22 de junio de 2003 | Sierra Leona            | 2–0 | Guinea Ecuatorial | National Stadium, Freetown, Sierra Leona |  |
|                     | Kallon 71' · Kabbah 90' |     |                   |                                          |  |

| 6 de julio de 2003 | Guinea Ecuatorial | 0–1 | Marruecos  | Stade de la Liberté, Bata, Guinea Ecuatorial |  |
|                    |                   |     | Kharja 60' |                                              |  |

| 6 de julio de 2003 | Gabón                       | 2–0 | Sierra Leona | Stade Omar Bongo, Libreville, Gabón |  |
|                    | Mbanangoyé 33' · Mintsa 77' |     |              |                                     |  |

### Grupo 8
| País                  | G                  | E                  | P                  | GF                 | GC                 | Pts                |
| --------------------- | ------------------ | ------------------ | ------------------ | ------------------ | ------------------ | ------------------ |
| Senegal               | 3                  | 1                  | 0                  | 7                  | 1                  | 10                 |
| Gambia                | 1                  | 1                  | 2                  | 7                  | 4                  | 4                  |
| Lesoto                | 1                  | 0                  | 2                  | 1                  | 10                 | 3                  |
| Santo Tomé y Príncipe | Abandonó el torneo | Abandonó el torneo | Abandonó el torneo | Abandonó el torneo | Abandonó el torneo | Abandonó el torneo |

| 8 de septiembre de 2002 | Lesoto | 0–1 | Senegal       | Setsoto Stadium, Maseru, Lesoto                                 |                                                                 |
|                         |        |     | H. Camara 35' | Asistencia: 30,000 espectadores Árbitro(s): Langwenja Mangaliso | Asistencia: 30,000 espectadores Árbitro(s): Langwenja Mangaliso |

| 13 de octubre de 2002 | Gambia                                              | 6–0 | Lesoto | Independence Stadium, Banjul, Gambia                  |                                                       |
|                       | Nyang 7' 40' · Sarr 45' · J. Ceesay 55' 88' · Soley |     |        | Asistencia: 25,000 espectadores Árbitro(s): Seydou Ba | Asistencia: 25,000 espectadores Árbitro(s): Seydou Ba |

| 30 de marzo de 2003 | Gambia | 0–0 | Senegal | Independence Stadium, Banjul, Gambia                                 |  |
|                     |        |     |         | Asistencia: 30,000 espectadores Árbitro(s): Amadou Ibrahim Djingarey |  |

| 7 de junio de 2003 | Senegal                               | 3–1 | Gambia     | Stade Léopold Sédar Senghor, Dakar, Senegal |                           |
|                    | Diatta 8' · H. Camara 36' · Diouf 73' |     | Sillah 63' | Árbitro(s): Hichem Guirat                   | Árbitro(s): Hichem Guirat |

| 14 de junio de 2003 | Senegal                              | 3–0 | Lesoto | Stade Léopold Sédar Senghor, Dakar, Senegal |  |
|                     | Diouf 26' (pen.) · H. Camara 66' 70' |     |        |                                             |  |

| 6 de julio de 2003 | Lesoto      | 1–0 | Gambia | Setsoto Stadium, Maseru, Lesoto |                                 |
|                    | Makhele 87' |     |        | Asistencia: 10,000 espectadores | Asistencia: 10,000 espectadores |

### Grupo 9
| País        | G | E | P | GF | GC | Pts |
| ----------- | - | - | - | -- | -- | --- |
| RD Congo    | 3 | 2 | 1 | 9  | 5  | 11  |
| Libia       | 3 | 1 | 2 | 12 | 8  | 10  |
| Suazilandia | 2 | 2 | 2 | 8  | 12 | 8   |
| Botsuana    | 0 | 3 | 3 | 2  | 6  | 3   |

| 7 de septiembre de 2002 | Botsuana | 0–0 | Suazilandia | Botswana National Stadium, Gaborone, Botsuana |  |
|                         |          |     |             | Árbitro(s): Samuel Moeketsi                   |  |

| 8 de septiembre de 2002 | Libia                                                  | 3–2 | RD Congo                     | Misurata Stadium, Misurata, Libia |                                |
|                         | Al-Malyan 16' · Muntasser 36' · Essam Bilal 41' (pen.) |     | Nonda 22' · Marlin Piana 52' | Árbitro(s): Mohammed El Arjoun    | Árbitro(s): Mohammed El Arjoun |

| 13 de octubre de 2002 | RD Congo              | 2–0 | Botsuana | Stade des Martyrs, Kinshasa, RD Congo                             |                                                                   |
|                       | LuaLua 6' · Piana 21' |     |          | Asistencia: 100,000 espectadores Árbitro(s): Joseph Mandzioukouta | Asistencia: 100,000 espectadores Árbitro(s): Joseph Mandzioukouta |

| 13 de octubre de 2002 | Suazilandia              | 2–1 | Libia            | Somhlolo National Stadium, Mbabane, Suazilandia |                              |
|                       | Gamedze 81' · Nhleko 83' |     | Salah 20' (pen.) | Árbitro(s): Bernardo Colembi                    | Árbitro(s): Bernardo Colembi |

| 30 de marzo de 2003 | Libia | 0–0 | Botsuana | March 28 Stadium, Benghazi, Libia |  |
|                     |       |     |          | Árbitro(s): Pare Passina          |  |

| 30 de marzo de 2003 | Suazilandia | 1–1 | RD Congo   | Somhlolo National Stadium, Mbabane, Suazilandia |                              |
|                     | Dlamini 10' |     | Musasa 65' | Árbitro(s): Mathew Katjimune                    | Árbitro(s): Mathew Katjimune |

| 7 de junio de 2003 | Botsuana | 0–1 | Libia        | Botswana National Stadium, Gaborone, Botsuana |                             |
|                    |          |     | Al Masli 89' | Árbitro(s): Nunkoo Rajanand                   | Árbitro(s): Nunkoo Rajanand |

| 8 de junio de 2003 | RD Congo               | 2–0 | Suazilandia | Stade des Martyrs, Kinshasa, RD Congo                            |                                                                  |
|                    | Piana 18' · Musasa 71' |     |             | Asistencia: 60,000 espectadores Árbitro(s): Benjamin Ravelotslam | Asistencia: 60,000 espectadores Árbitro(s): Benjamin Ravelotslam |

| 22 de junio de 2003 | RD Congo               | 2–1 | Libia     | Stade des Martyrs, Kinshasa, RD Congo |  |
|                     | Masudi 29' · Piana 83' |     | Hamid 49' |                                       |  |

| 22 de junio de 2003 | Suazilandia                                | 3–2 | Botsuana                    | Somhlolo National Stadium, Mbabane, Suazilandia |                                 |
|                     | Siza Dlamini 7' 25' · Sibusiso Dlamini 18' |     | Mogaladi 41' · Kolagano 56' | Asistencia: 10,000 espectadores                 | Asistencia: 10,000 espectadores |

| 5 de julio de 2003 | Libia                                                                                        | 6–2 | Suazilandia             | June 11 Stadium, Trípoli, Libia |  |
|                    | El Taib 14' 67' · Al-Mirghani 33' · Al-Tarhouni 71' (pen.) · Al-Milyan 78' · Saad 87' (pen.) |     | Bongali Dlamini 55' 81' |                                 |  |

| 5 de julio de 2003 | Botsuana | 0–0 | RD Congo | Botswana National Stadium, Gaborone, Botsuana |  |
|                    |          |     |          | Árbitro(s): Bernardo Colembi Eugênio          |  |

### Grupo 10
| País         | G                  | E                  | P                  | GF                 | GC                 | Pts                |
| ------------ | ------------------ | ------------------ | ------------------ | ------------------ | ------------------ | ------------------ |
| Egipto       | 3                  | 0                  | 1                  | 14                 | 1                  | 9                  |
| Madagascar   | 2                  | 0                  | 2                  | 2                  | 8                  | 6                  |
| Mauricio     | 1                  | 0                  | 3                  | 2                  | 9                  | 3                  |
| Guinea-Bisáu | Abandonó el torneo | Abandonó el torneo | Abandonó el torneo | Abandonó el torneo | Abandonó el torneo | Abandonó el torneo |

| 7 de septiembre de 2002 | Madagascar   | 1–0 | Egipto | Mahamasina Municipal Stadium, Antananarivo, Madagascar |                         |
|                         | Menahely 73' |     |        | Árbitro(s): Aaron Dkole                                | Árbitro(s): Aaron Dkole |

| 12 de octubre de 2002 | Mauricio | 0–1 | Madagascar   | Stade Auguste Vollaire, Centre de Flacq, Mauricio       |                                                         |
|                       |          |     | Menahely 26' | Asistencia: 1,819 espectadores Árbitro(s): Eddy Maillet | Asistencia: 1,819 espectadores Árbitro(s): Eddy Maillet |

| 29 de marzo de 2003 | Mauricio | 0–1 | Egipto   | Rose Hill Stadium, Beau Bassin-Rose Hill, Mauricio    |                                                       |
|                     |          |     | Mido 43' | Asistencia: 800 espectadores Árbitro(s): Jelas Masole | Asistencia: 800 espectadores Árbitro(s): Jelas Masole |

| 8 de junio de 2003 | Egipto                                                                        | 7–0 | Mauricio | Port Said Stadium, Port Said, Egipto                        |                                                             |
|                    | Mido 7' (pen.), 22' · El-Sayed 18' · Hamza 53' · Emam 61' · A. Hassan 72' 89' |     |          | Asistencia: 20,000 espectadores Árbitro(s): Mohamed Abdalla | Asistencia: 20,000 espectadores Árbitro(s): Mohamed Abdalla |

| 20 de junio de 2003 | Egipto                                        | 6–0 | Madagascar | Port Said Stadium, Port Said |  |
|                     | El-Tabei 1' · Belal 9' 24' 56' 83' · Mido 41' |     |            |                              |  |

| 6 de julio de 2003 | Madagascar | 0–2 | Mauricio                     | Mahamasina Municipal Stadium, Antananarivo, Madagascar |  |
|                    |            |     | Perle 16' · Appou 31' (pen.) |                                                        |  |

### Grupo 11
| País            | G | E | P | GF | GC | Pts |
| --------------- | - | - | - | -- | -- | --- |
| Sudáfrica       | 3 | 1 | 0 | 6  | 1  | 10  |
| Costa de Marfil | 2 | 1 | 1 | 8  | 3  | 7   |
| Burundi         | 0 | 0 | 4 | 1  | 11 | 0   |

| 8 de septiembre de 2002 | Costa de Marfil | 0–0 | Sudáfrica | Stade Félix Houphouët-Boigny, Abiyán, Costa de Marfil       |  |
|                         |                 |     |           | Asistencia: 30,000 espectadores Árbitro(s): Coulibaly Koman |  |

| 13 de octubre de 2002 | Sudáfrica              | 2–0 | Burundi | Vodacom Park, Bloemfontein, Sudáfrica                         |                                                               |
|                       | Mayo 13' · Buckley 39' |     |         | Asistencia: 30,000 espectadores Árbitro(s): Abdoul Madarbocus | Asistencia: 30,000 espectadores Árbitro(s): Abdoul Madarbocus |

| 30 de marzo de 2003 | Burundi | 0–1 | Costa de Marfil | Prince Louis Rwagasore Stadium, Buyumbura, Burundi |                             |
|                     |         |     | Bakari 11'      | Árbitro(s): Michel Gasingwa                        | Árbitro(s): Michel Gasingwa |

| 8 de junio de 2003 | Costa de Marfil                                  | 6–1 | Burundi     | Stade Félix Houphouët-Boigny, Abiyán, Costa de Marfil              |                                                                    |
|                    | Drogba 7' 27' 32' · Bakari 56' 78' · Dindane 70' |     | Shabani 88' | Asistencia: 50,000 espectadores Árbitro(s): Manuel Monteiro Duarte | Asistencia: 50,000 espectadores Árbitro(s): Manuel Monteiro Duarte |

| 22 de junio de 2003 | Sudáfrica                  | 2–1 | Costa de Marfil | Peter Mokaba Stadium, Polokwane, Sudáfrica               |                                                          |
|                     | Bartlett 21' · Nomvete 65' |     | Kalou 41'       | Asistencia: 35,000 espectadores Árbitro(s): Eddy Maillet | Asistencia: 35,000 espectadores Árbitro(s): Eddy Maillet |

| 6 de julio de 2003 | Burundi | 0–2 | Sudáfrica                   | Prince Louis Rwagasore Stadium, Buyumbura, Burundi         |                                                            |
|                    |         |     | Mokoena 1' · Fredericks 30' | Asistencia: 8,000 espectadores Árbitro(s): Berhane Teshome | Asistencia: 8,000 espectadores Árbitro(s): Berhane Teshome |

### Grupo 12
| País    | G | E | P | GF | GC | Pts |
| ------- | - | - | - | -- | -- | --- |
| Argelia | 3 | 1 | 0 | 6  | 1  | 10  |
| Chad    | 1 | 1 | 2 | 4  | 6  | 4   |
| Namibia | 1 | 0 | 3 | 2  | 5  | 3   |

| 7 de septiembre de 2002 | Namibia | 0–1 | Argelia            | Independence Stadium, Windhoek, Namibia                       |                                                               |
|                         |         |     | Benjamin 5' (a.g.) | Asistencia: 13,000 espectadores Árbitro(s): Felix Tangawarima | Asistencia: 13,000 espectadores Árbitro(s): Felix Tangawarima |

| 11 de octubre de 2002 | Argelia                                 | 4–1 | Chad | Stade 19 Mai 1956, Annaba, Argelia                                 |                                                                    |
|                       | Akrour 26' 72' (pen.) · Belmadi 54' 69' |     |      | Asistencia: 20,000 espectadores Árbitro(s): Ahmed Redha El Batadji | Asistencia: 20,000 espectadores Árbitro(s): Ahmed Redha El Batadji |

| 30 de marzo de 2003 | Chad             | 2–0 | Namibia | Stade Nacional, N'Djamena,   |                              |
|                     | Hisseine 57' 90' |     |         | Árbitro(s): Maurice Dimanche | Árbitro(s): Maurice Dimanche |

| 7 de junio de 2003 | Namibia                             | 2–1 | Chad        | Independence Stadium, Windhoek, Namibia                             |                                                                     |
|                    | Dieergaardt 24' · Hummel 76' (pen.) |     | Hissein 35' | Asistencia: 5,000 espectadores Árbitro(s): Eugênio Bernardo Colembi | Asistencia: 5,000 espectadores Árbitro(s): Eugênio Bernardo Colembi |

| 20 de junio de 2003 | Argelia     | 1–0 | Namibia | Stade Mustapha Tchaker, Blida, Argelia                 |                                                        |
|                     | Kraouche 5' |     |         | Asistencia: 30,000 espectadores Árbitro(s): Ahmed Auda | Asistencia: 30,000 espectadores Árbitro(s): Ahmed Auda |

| 6 de julio de 2003 | Chad | 0–0 | Argelia | Stade Nacional, N'Djamena, Chad |  |
|                    |      |     |         | Árbitro(s): Mohammed El Arjoun  |  |

### Grupo 13
| País   | G | E | P | GF | GC | Pts |
| ------ | - | - | - | -- | -- | --- |
| Ruanda | 2 | 1 | 1 | 4  | 4  | 7   |
| Uganda | 1 | 2 | 1 | 2  | 2  | 5   |
| Ghana  | 1 | 1 | 2 | 5  | 5  | 4   |

| 7 de septiembre de 2002 | Uganda     | 1–0 | Ghana | Nakivubo Stadium, Kampala, Uganda                          |                                                            |
|                         | Obwiny 52' |     |       | Asistencia: 25,000 espectadores Árbitro(s): Hassan Mohamed | Asistencia: 25,000 espectadores Árbitro(s): Hassan Mohamed |

| 13 de octubre de 2002 | Ghana                                                                  | 4–2 | Ruanda                           | Accra Sports Stadium, Acra, Ghana                        |                                                          |
|                       | Ntaganda 24' (a.g.) · Mohammed 42' · Asampong 58' · Boateng 70' (pen.) |     | Milly 16' · Ndikumana 43' (pen.) | Asistencia: 40,000 espectadores Árbitro(s): Pare Lassina | Asistencia: 40,000 espectadores Árbitro(s): Pare Lassina |

| 29 de marzo de 2003 | Ruanda | 0–0 | Uganda | Amahoro Stadium, Kigali, Ruanda |  |
|                     |        |     |        | Árbitro(s): Mohamed Bakhit      |  |

| 7 de junio de 2003 | Uganda | 0–1 | Ruanda     | Nakivubo Stadium, Kampala, Uganda                        |                                                          |
|                    |        |     | Gatete 40' | Asistencia: 50,000 espectadores Árbitro(s): Alemu Gizate | Asistencia: 50,000 espectadores Árbitro(s): Alemu Gizate |

| 22 de junio de 2003 | Ghana     | 1–1 | Uganda     | Kumasi Sports Stadium, Kumasi, Ghana |  |
|                     | Amoah 84' |     | Bajope 16' |                                      |  |

| 6 de julio de 2003 | Ruanda     | 1–0 | Ghana | Amahoro Stadium, Kigali, Ruanda |                                 |
|                    | Gatete 49' |     |       | Asistencia: 40,000 espectadores | Asistencia: 40,000 espectadores |

## Clasificados
| - Argelia - Benín - Burkina Faso - Camerún (campeón defensor) - RD Congo - Egipto - Guinea - Kenia | - Malí - Marruecos - Nigeria - Ruanda - Senegal - Sudáfrica - Túnez (anfitrión) - Zimbabue |